# أدولفو دي لا ويرتا
أدولفو دي لا ويرتا (بالإسبانية: Adolfo de la Huerta) (1881 - 1955)، رئيس المكسيك لفترة انتقالية من 1 يونيو إلى 30 نوفمبر 1920. ولد في هرموزيلو في عاصمة ولاية سونورا. كان عضواً في المجلس الثلاثي مع أدولفو بريغون وبلوتاركو إلياس كايس الذي حكم المكسيك بعد اغتيال فينوستيانو كارانزا في مايو 1920.
كان وزير المالية تحت حكم أوبريغون (1920 – 1933) ولكن عندما اختير كرئيس للحكومة عام 1924 نظم ويرتا تمردا قمع مع دعم أمريكي وعاش في الولايات المتحدة بين عامي 1924 – 1935 وعاد بعد توجيه تهم ضده وتمت تبرئته من قبل الرئيس لازارو كارديناس وعاش في مكسيكو سيتي حتى وفاته.

## روابط خارجية
- أدولفو دي لا ويرتا على موقع الموسوعة البريطانية (الإنجليزية)